# Ernst Behrle
Ernst Wilhelm Behrle (* 18. Januar 1890 in Herbolzheim, Breisgau; † 1969) war ein deutscher Chemiker und Ingenieur.

## Leben

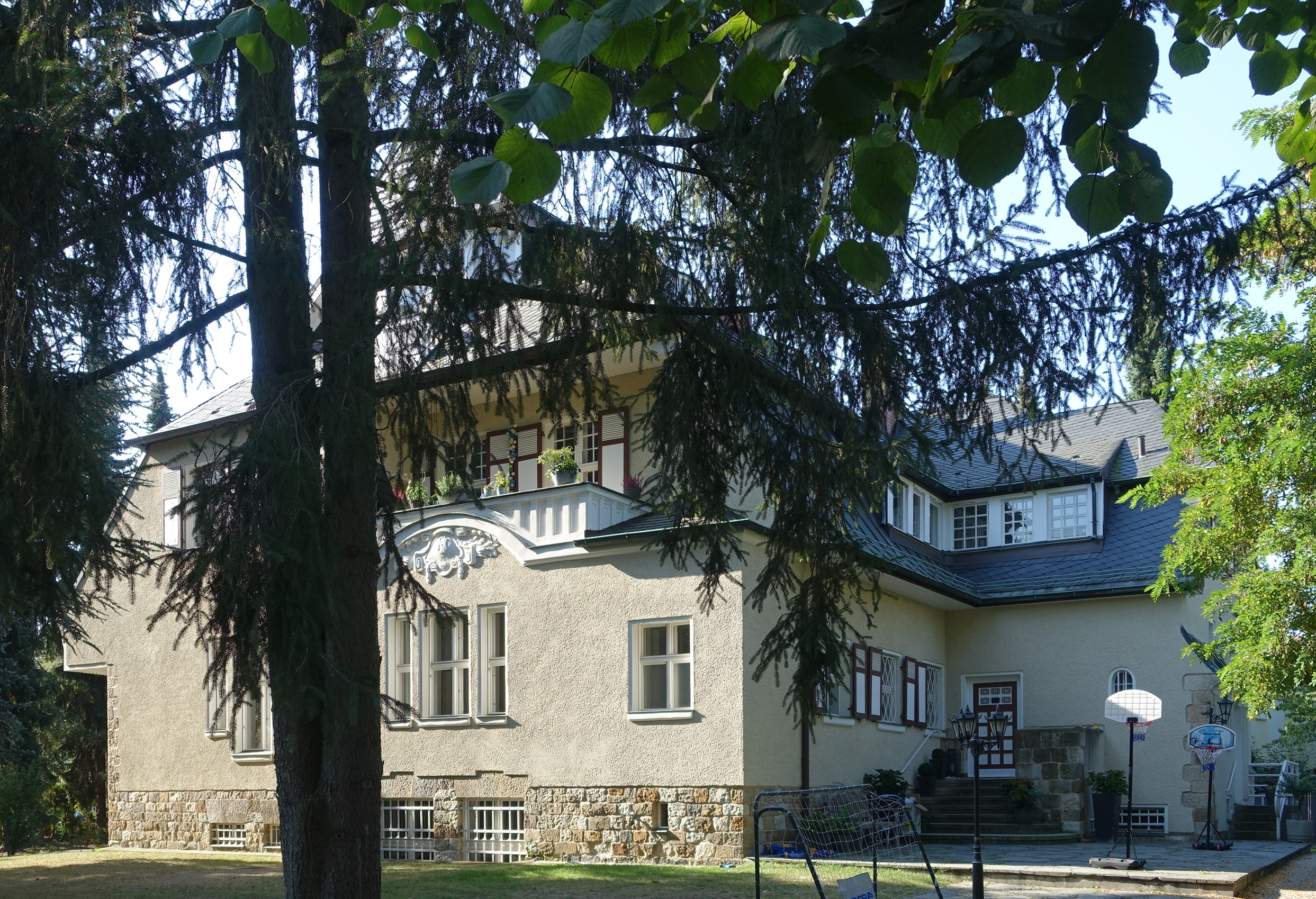
Wohnhaus von Ernst Behrle in Berlin

Er war der Sohn des Kaufmanns Camill Behrle und dessen Ehefrau Julie geborene Fohr. Nach dem Besuch des Realgymnasiums in Ettenheim (Baden) studierte er an der Technischen Hochschule Charlottenburg und danach an der Technischen Hochschule München. Anschließend wechselte er auf die Universität Straßburg und die Albert-Ludwigs-Universität Freiburg. Er erwarb den Abschluss als Diplom-Ingenieur und promovierte an letztgenannter Universität 1919 zum Dr. phil. Das Thema seiner naturwissenschaftlich-mathematischen Dissertation lautete Über Kondensationen von o-Diaminen mit β-Diketonen zu siebengliedrigen Ringen. 
Ernst Behrle nahm aktiv am Ersten Weltkrieg teil, war Offizier der schweren Artillerie und Schallmesstruppführer. 1919 nahm er eine Tätigkeit bei der Badischen Anilin- und Soda-Fabrik auf. Im darauffolgenden Jahr wechselte er als Mitarbeiter zu Steiners Lit.-Reg. der organischen Chemie. Bekanntheit erlangte er vor allem als Schriftleiter der Deutschen Chemischen Gesellschaft, deren Mitglied er war. Zu seinem Lebensmittelpunkt wählte er Berlin-Friedenau, wo er in der Stubenrauchstraße 9 wohnte. 1932 wurde Ernst Behrle von der Abteilung Chemisches Zentralblatt in die Beilstein-Redaktion zur teilweisen Beschäftigung übernommen. Im Zweiten Weltkrieg war er als Oberleutnant der Reserve u.k. gestellt. Nach Kriegsende blieb er weiterhin für das in Frankfurt am Main ansässige Beilstein-Institut tätig. Er starb 1969. Er lebte in dieser Zeit meist in Freiburg im Breisgau.

## Familie
Ernst Behrle heiratete am 9. Mai 1924 in Berlin Imgard Wendlandt, die Tochter des preußischen Landtagsabgeordneten Wilhelm Wendlandt. Aus dieser Ehe gingen der Sohn Manfred (* 1925) und die Tochter Rosemarie (* 1927) hervor. Manfred Behrle war als Rechtsanwalt in Freiburg tätig.

## Schriften (Auswahl)
- Über Kondensationen von o-Diaminen mit β-Diketonen zu siebengliedrigen Ringen. Freiburg im Breisgau 1919.

## Ehrungen
- Eisernes Kreuz I. Klasse
- Zähringer Löwenorden
- Verw.-Abzeichen